# Efialtes (filho de Euridemo)
Efialtes (em grego Ἐφιάλτης, Efiáltes, embora Heródoto o grafe como Ἐπιάλτης, Epiáltes) foi um grego, filho de Euridemo de Malis, célebre por trair o rei espartano Leónidas em 480 a.C., ajudando o rei persa Xerxes I a encontrar um caminho alternativo no desfiladeiro das Termópilas. Isto permitiu aos persas surpreender os gregos pela retaguarda, derrotar e eliminar completamente o pequeno grupo de defensores espartanos.
Efialtes acabou por nunca ser recompensado como esperava, pois os persas foram derrotados na Batalha de Salamina.
Com medo dos lacedemônios, fugiu para a Tessália. Sua cabeça foi posta a prêmio pela Liga Anfictiônica, mas ele foi morto em Anticira por outro motivo por Aténades da Traquínia, que, mesmo assim, foi honrado pelos lacedemônios.